# Elizabeth Meehan (Drehbuchautorin)
Elizabeth Meehan (* 22. August 1894 auf der Isle of Wight, Vereinigtes Königreich; † 24. April 1967 in New York City, New York) war eine britische Drehbuchautorin.

## Leben
Meehan arbeitete zuerst als Model, professionelle Schwimmerin und war Chormädchen bei den Ziegfeld Follies, im selben Sextett wie beispielsweise Billie Dove oder Alta King. „Oh ja, ich weiß, dass Chormädchen den Ruf haben, schön, aber dumm zu sein“, erklärte sie 1928 in einem Interview, „und vielleicht sind es einige von ihnen. Aber Sie wären überrascht über die Mädchen, die Sie darin finden.“
Sie verdankte James M. Barrie den Übergang zur Drehbuchautorin. In den späten 1930er Jahren wurde Meehan vom Studioleiter Walter C. Mycroft angestellt, um für British International Pictures zu arbeiten. Meehan arbeitete häufig mit dem irischen Regisseur Herbert Brenon zusammen. In den 1950ern arbeitete sie für das Fernsehen und schrieb Episoden für Lux Video Theatre, Fireside Theatre und Mama.
Meehan starb 1967 im Alter von 72 Jahren in New York City.
Elizabeth Meehans Tochter war die Schauspielerin Frances Meehan Williams (1930–2006), die später auch als Psychotherapeutin arbeitete.

## Filmografie (Auswahl)
- 1926: The Great Gatsby
- 1927: Hauptmann Sorrell und sein Sohn (Sorrell and Son)
- 1927: Das Fräulein vom Amt (The Telephone Girl)
- 1928: Lach, Clown, lach! (Laugh, Clown, Laugh)
- 1929: Die Rettung (The Rescue)
- 1930: Sergeant Grischa (The Case of Sergeant Grischa)
- 1930: Der Tolpatsch (Lummox)
- 1931: Beau Ideal
- 1933: Oliver Twist
- 1933: West of Singapore
- 1935: Harmony Lane
- 1937: Spring Handicap
- 1938: Over She Goes
- 1938: Star of the Circus
- 1938: Housemaster
- 1939: A Gentleman’s Gentleman
- 1942: Parachute Nurse
- 1944: Storm Over Lisbon
- 1947: Ich kann mein Herz nur einmal verschenken (Northwest Outpost)